# Jean Bertholle
Jean Bertholle (ur. 26 czerwca 1909 w Dijon, zm. 6 grudnia 1996 w Paryżu) – malarz francuski związany z École de Paris.

## Życiorys
Studiował w Saint-Étienne i Lyonie, a w latach 1933 – 1934 na École des Beaux-Arts w Paryżu w pracowni Paula Alberta Laurensa. Początkowo tworzył pod wpływem surrealistów i kubistów, później stopniowo zajął się malowaniem czystych abstrakcji utrzymanych w ciemnej kolorystyce. Po 1958 powrócił do jaśniejszej i harmonijnej palety barw. Jego twórczość zaliczana jest do nurtu abstrakcji aluzyjnej.
Jean Bertholle był członkiem Institute de France, Académie des Sciences et Belles Lettres de Dijon i honorowym profesorem École nationale supérieure des beaux-arts w Paryżu.